# Giải bóng đá hạng nhì quốc gia Cộng hòa Síp 1986–87
Giải bóng đá hạng nhì quốc gia Cộng hòa Síp 1986–87 là mùa giải thứ 32 của bóng đá hạng nhì Cộng hòa Síp. APEP FC giành danh hiệu đầu tiên.

## Thể thức thi đấu
Có 15 đội tham gia Giải bóng đá hạng nhì quốc gia Cộng hòa Síp 1986–87. Tất cả các đội đều thi đấu 2 trận, một trân sân nhà và một trận sân khách. Đội nhiều điểm nhất sẽ lên ngôi vô địch. Hai đội đầu bảng xuống hạng Giải bóng đá hạng nhất quốc gia Cộng hòa Síp 1987–88. Hai đội cuối bảng xuống hạng Giải bóng đá hạng ba quốc gia Cộng hòa Síp 1987–88.

### Hệ thống điểm
Các đội bóng nhận được 2 điểm cho một trận thắng, 1 điểm cho một trận hòa và 0 điểm cho một trận thua.

## Thay đổi so với mùa giải trước
Các đội thăng hạng Giải bóng đá hạng nhất quốc gia Cộng hòa Síp 1986–87
- Ethnikos Achna FC
- Omonia Aradippou

Các đội thăng hạng từ Giải bóng đá hạng ba quốc gia Cộng hòa Síp 1985–86
- APEP FC
- Digenis Akritas Ipsona
- Onisilos Sotira

## Bảng xếp hạng
| Vị thứ | Đội                    | St. | T. | H. | B. | BT. | BB. | BT. | Đ. | Ghi chú                                                                  |
| ------ | ---------------------- | --- | -- | -- | -- | --- | --- | --- | -- | ------------------------------------------------------------------------ |
| 1      | APEP FC                | 28  | 19 | 5  | 4  | 53  | 25  | 28  | 43 | Vô địch-thăng hạng Giải bóng đá hạng nhất quốc gia Cộng hòa Síp 1987–88. |
| 2      | Anagennisi Deryneia FC | 28  | 16 | 9  | 3  | 56  | 21  | 35  | 41 | Thăng hạng Giải bóng đá hạng nhất quốc gia Cộng hòa Síp 1987–88.         |
| 3      | Orfeas Nicosia         | 28  | 17 | 6  | 5  | 52  | 25  | 27  | 40 |                                                                          |
| 4      | Doxa Katokopias FC     | 28  | 16 | 5  | 7  | 37  | 23  | 14  | 37 |                                                                          |
| 5      | Onisilos Sotira        | 28  | 13 | 7  | 8  | 44  | 33  | 11  | 33 |                                                                          |
| 6      | Evagoras Paphos        |     |    |    |    | 46  | 31  | 15  |    |                                                                          |
| 7      | Keravnos Strovolou FC  | 28  | 11 | 5  | 12 | 27  | 26  | 1   | 27 |                                                                          |
| 8      | Akritas Chlorakas      | 28  | 10 | 6  | 12 | 36  | 47  | −11 | 26 |                                                                          |
| 9      | ENTHOI Lakatamia FC    | 28  | 10 | 5  | 13 | 31  | 35  | −4  | 25 |                                                                          |
| 10     | PAEEK FC               | 28  | 9  | 6  | 13 | 23  | 36  | −13 | 24 |                                                                          |
| 11     | Othellos Athienou FC   | 28  | 6  | 12 | 10 | 28  | 34  | −6  | 24 |                                                                          |
| 12     | Adonis Idaliou         | 28  | 7  | 9  | 12 | 31  | 46  | −15 | 23 |                                                                          |
| 13     | Digenis Akritas Ipsona | 28  | 8  | 5  | 15 | 31  | 46  | −15 | 21 |                                                                          |
| 14     | Orfeas Athienou        | 28  | 4  | 8  | 16 | 26  | 48  | −22 | 16 | Xuống hạng Giải bóng đá hạng ba quốc gia Cộng hòa Síp 1987–88.           |
| 15     | Apollon Lympion        | 28  | 2  | 5  | 21 | 21  | 66  | −45 | 9  | Xuống hạng Giải bóng đá hạng ba quốc gia Cộng hòa Síp 1987–88.           |

Hệ thống điểm: Thắng=2 điểm, Hòa=1 điểm, Thua=0 điểm
Quy tắc xếp hạng: 1) Điểm, 2) Hiệu số, 3) Bàn thắng